# Коулмэн, Эшли
Эшли Коулмэн (англ. Ashley Coleman; род. 1981 год) — американская модель и победительница Юная мисс США 1999.

## Биография

### До участия в конкурсе красоты
Окончила "Caesar Rodney High School" в 1999 году. До завоевания титула, моделировала для Томми Хилфигера, Rite Aid и Johnson & Johnson, а также Seventeen и Teen People.

### Юная мисс США
Первый титул завоевала в 1998 году — Юная мисс Делавэр и представляла штат на национальном конкурсе Юная мисс США в 1999 году.

### После конкурса красоты
После победы в конкурсе красоты на уровне штата, изменила планы по поводу учёбы в Университете Майами и поступила в другой университет "Delaware State University". За год, до окончания учёбы, решила взять перерыв и проработать в индустрии развлечении. В 2003 году, переехала в Лос-Анджелес.
В Лос-Анджелесе, снялась в игровом шоу под названием Новая цена – верная и продолжила работать в модельном деле. В 2006 году, она вернулась к конкурсам красоты. Стала второй участницей, которая не завоевала титул с первой попытки.